# Trionychidae
Los trioníquidos (Trionychidae) son una familia de tortugas integrada por varios géneros conocidos como tortugas de caparazón blando. Incluye 33 especies de tortugas.

## Géneros
Familia Trionychidae
- - Género Palaeotrionyx †
- Subfamilia Cyclanorbinae
  - Género Cyclanorbis
  - Género Cycloderma
  - Género Lissemys
- Subfamilia Trionychinae
  - Género Amyda
  - Género Apalone
  - Género Chitra
  - Género Dogania
  - Género Nilssonia
  - Género Palea
  - Género Pelochelys
  - Género Pelodiscus
  - Género Rafetus
  - Género Trionyx

## Galería

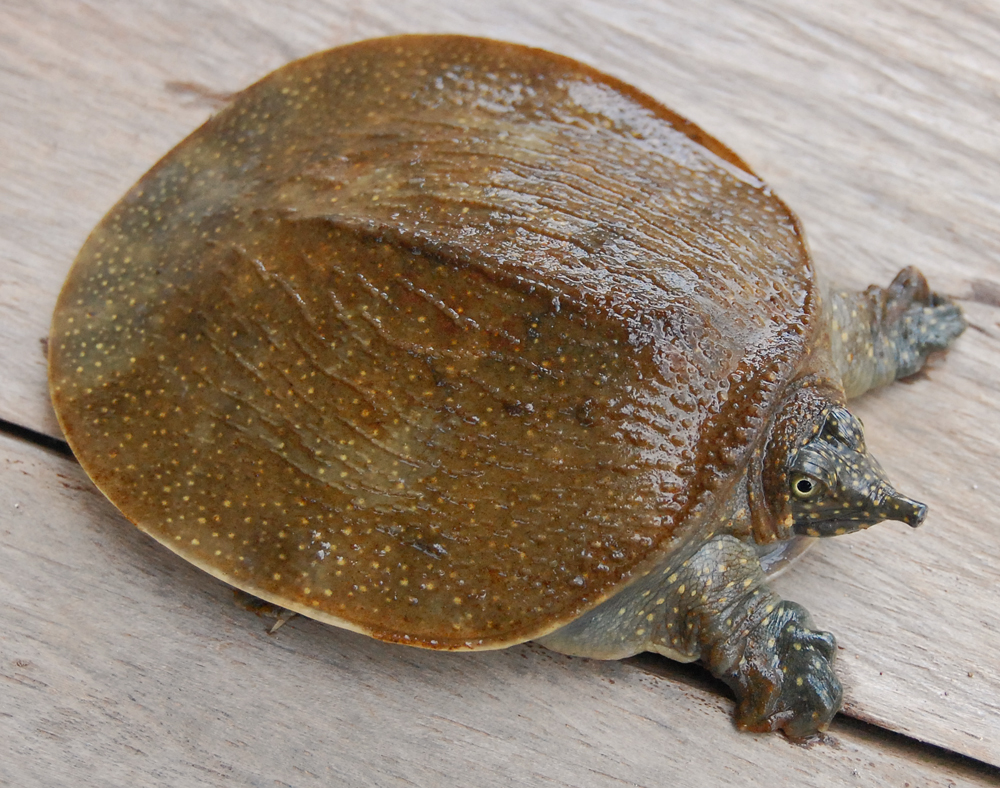
Amyda cartilaginea (juvenil)
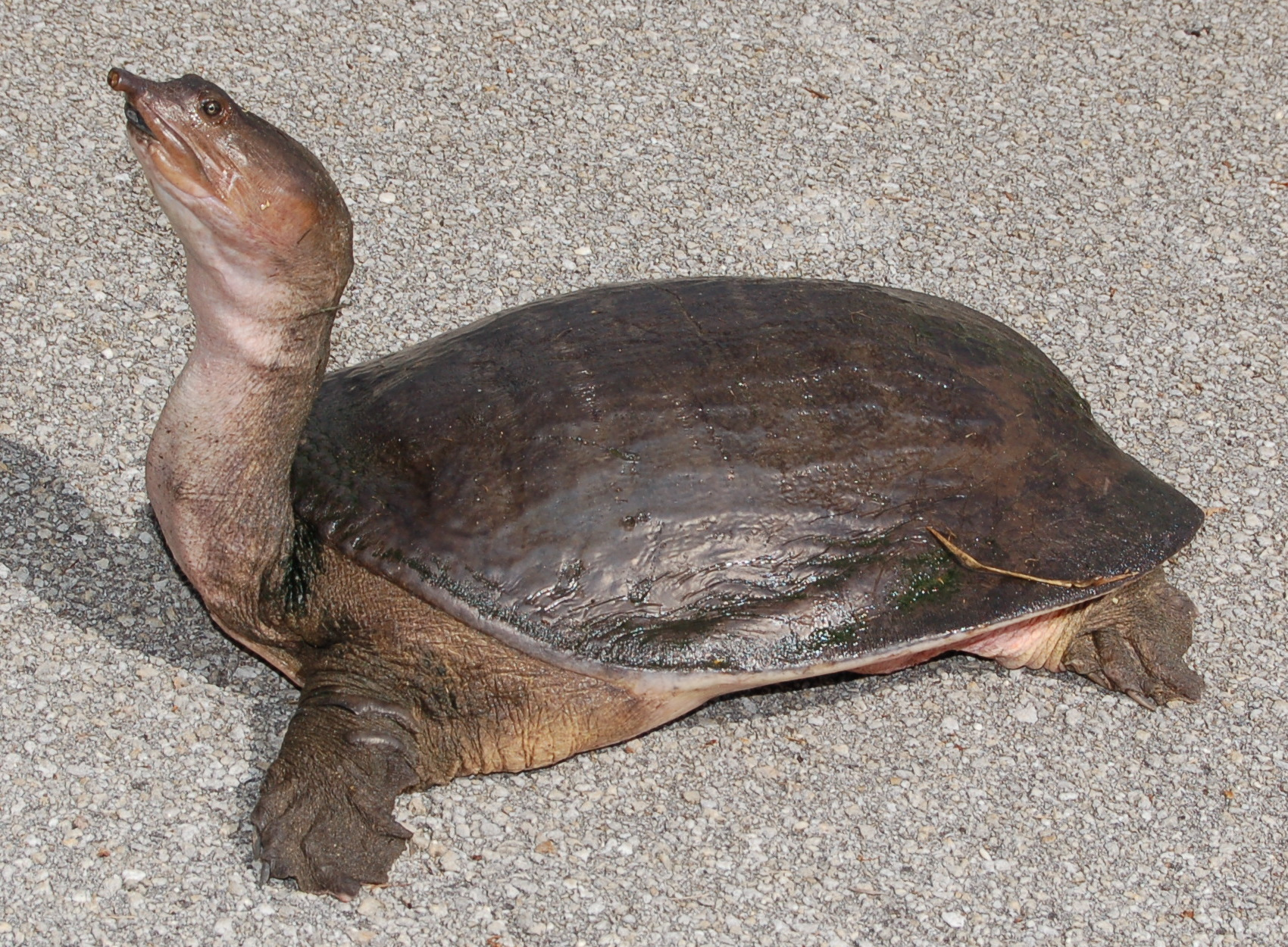
Apalone ferox
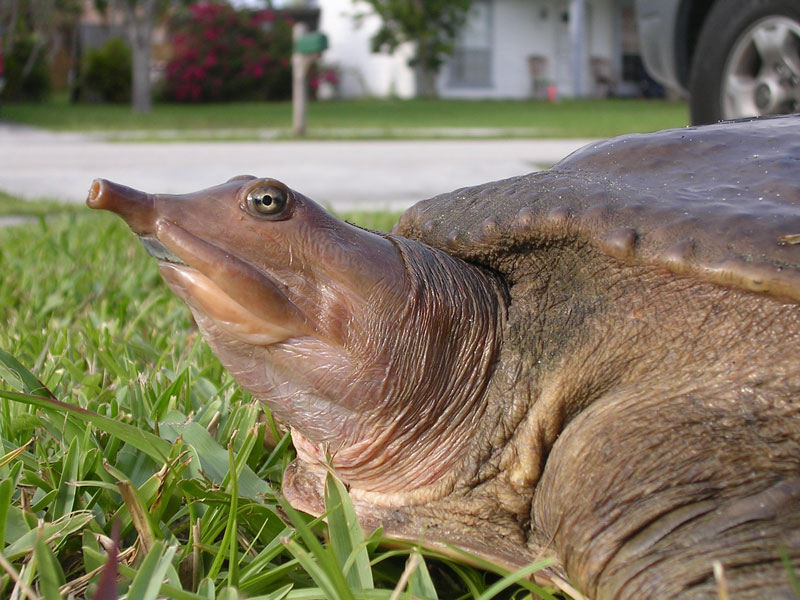
Apalone spinefera
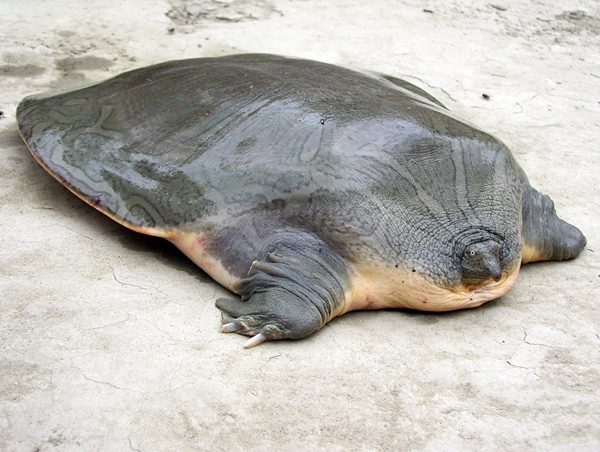
Chitra indica
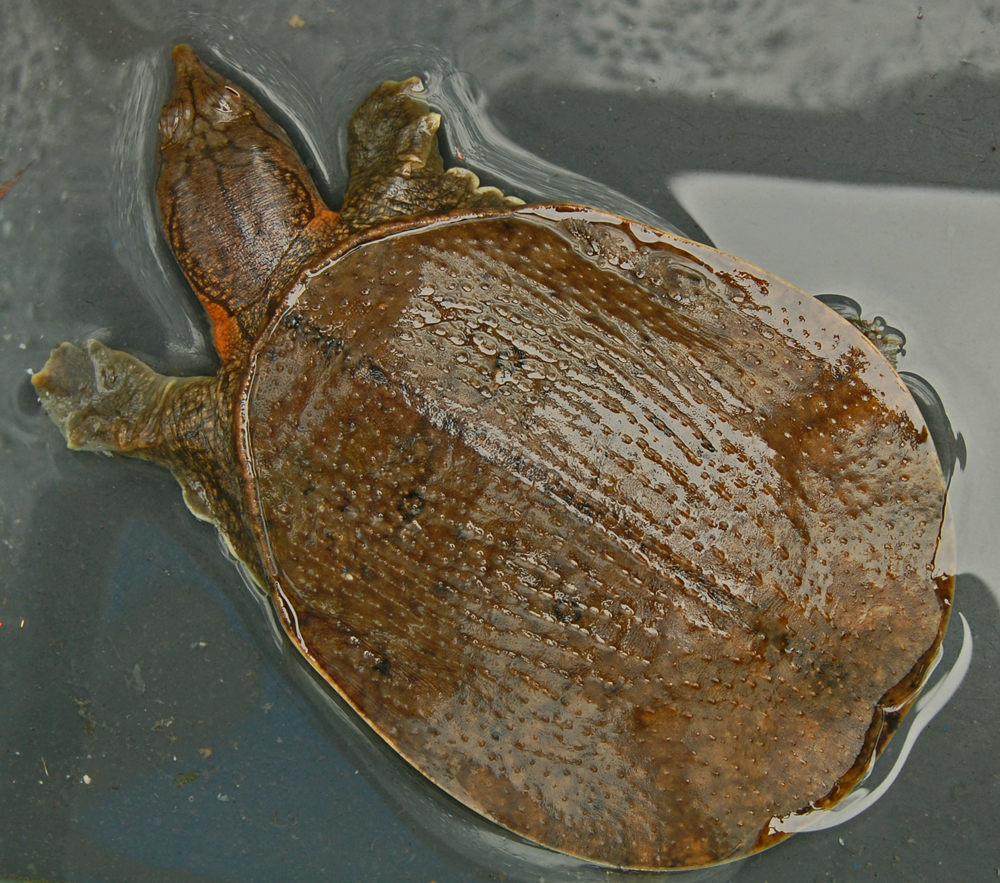
Dogania subplana
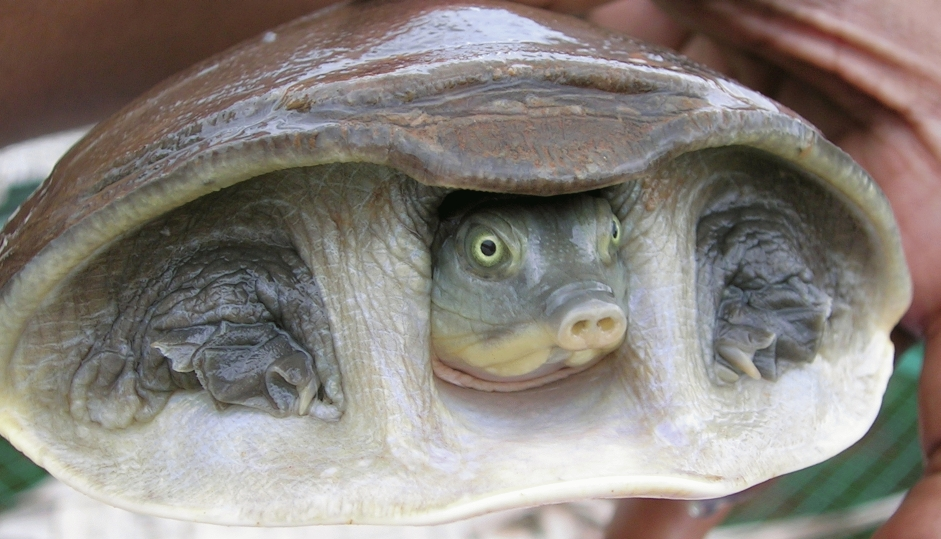
Lissemys punctata
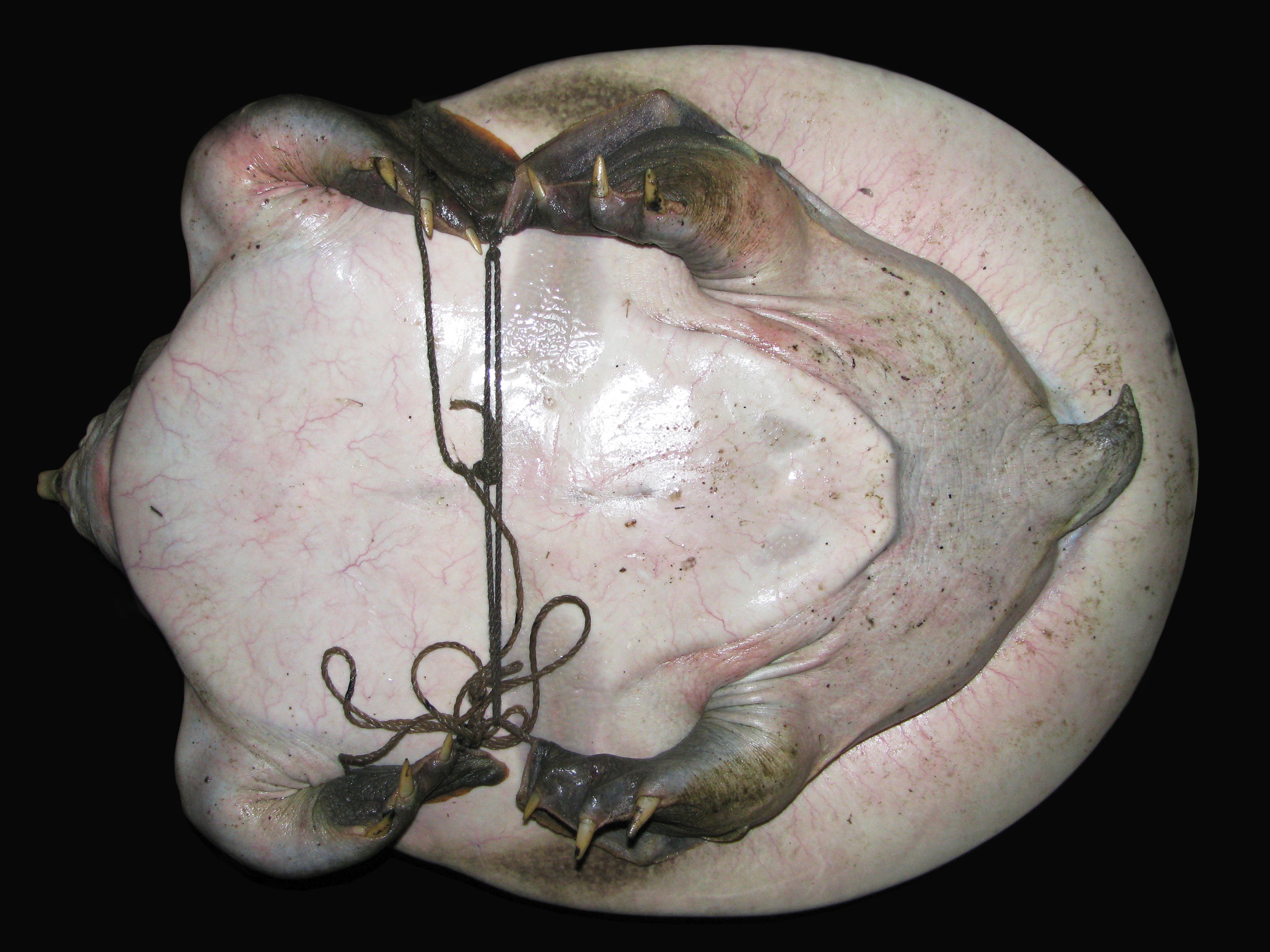
Nilssonia gangetica
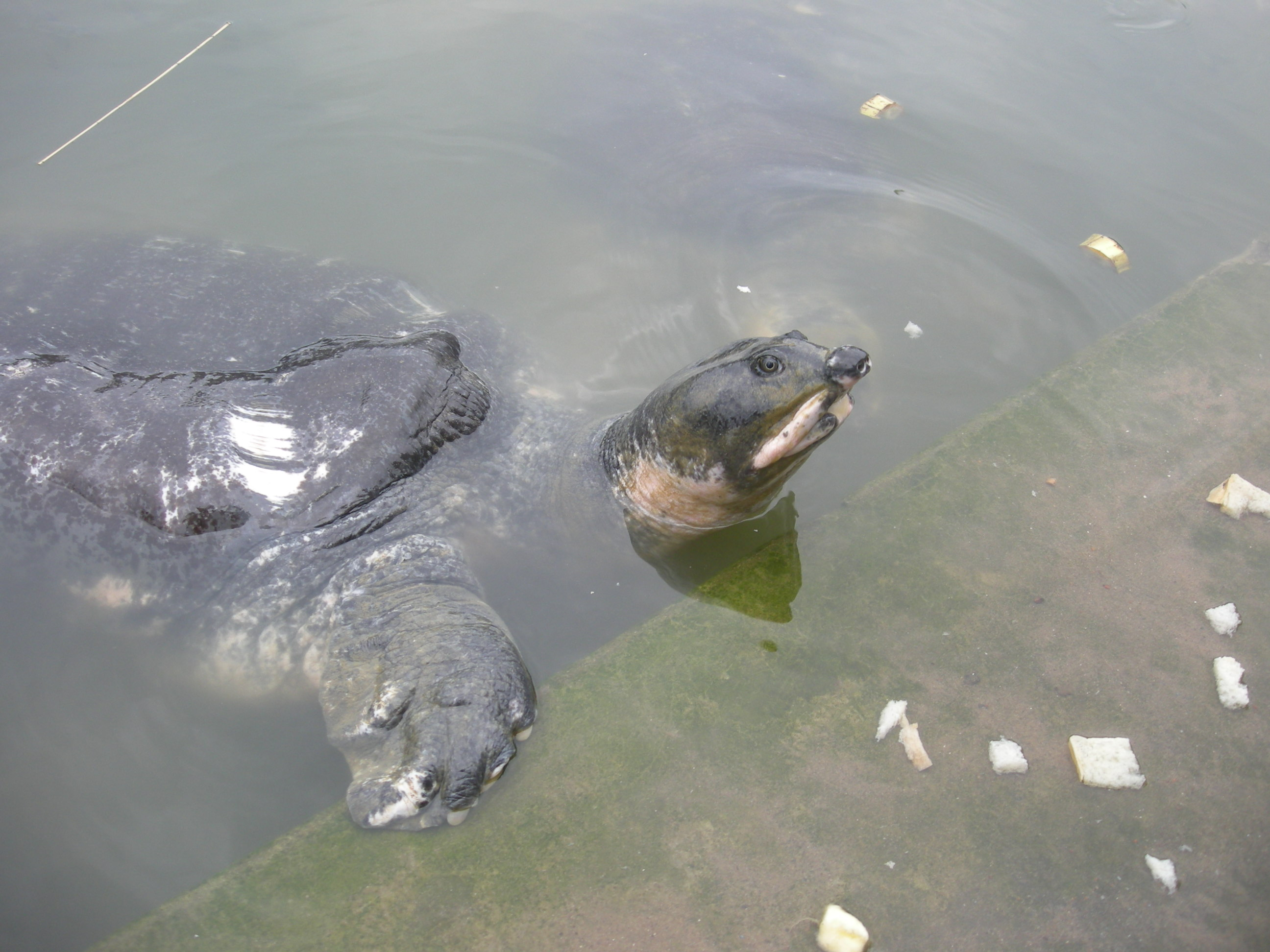
Nilssonia nigricans
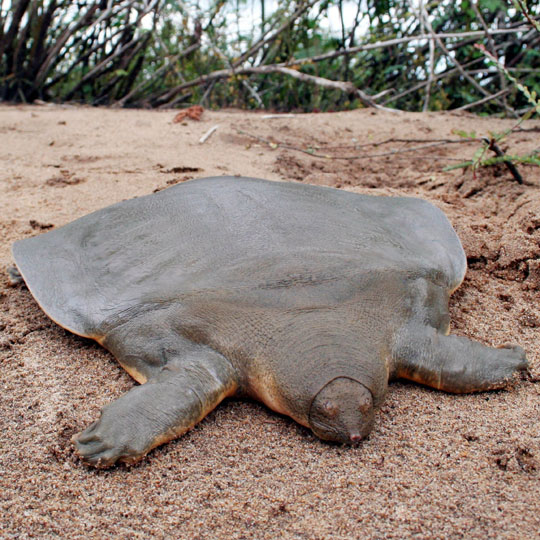
Pelochelys cantorii
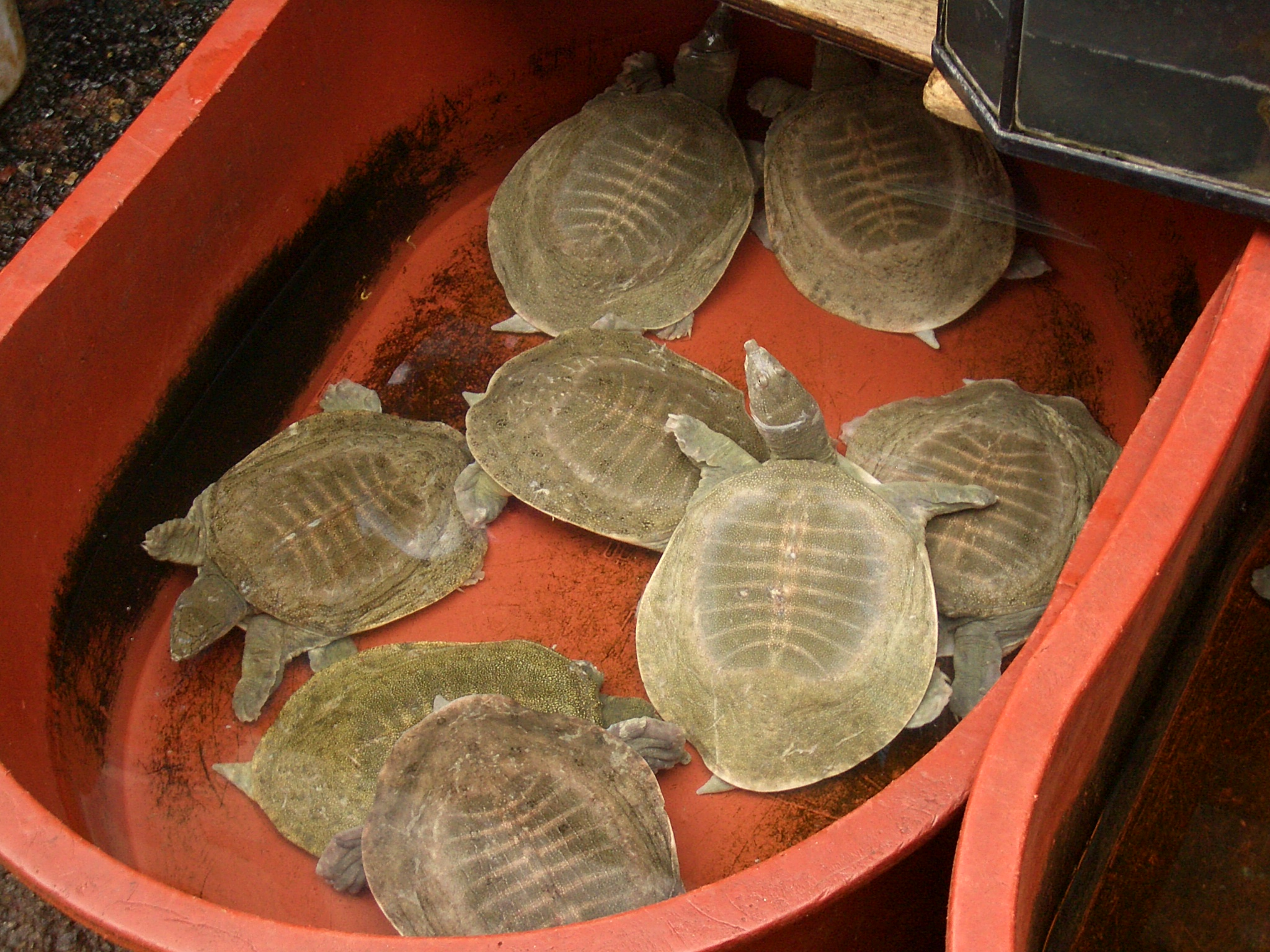
Pelodiscus sinensis en un mercado de Seoul
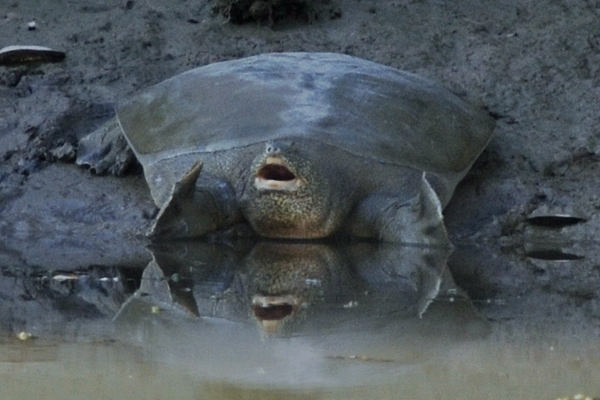
Rafetus euphraticus
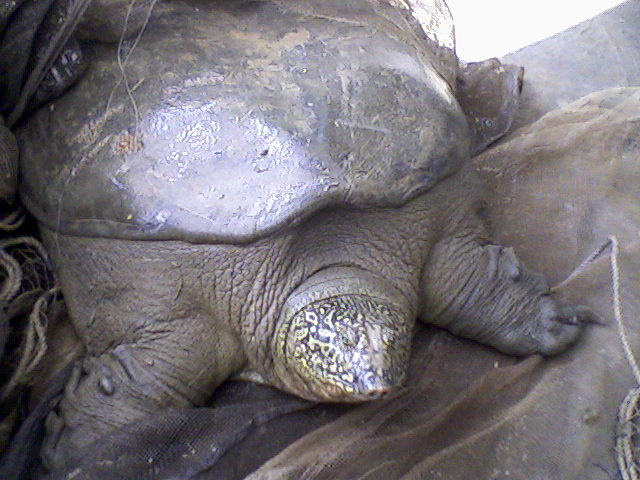
Rafetus swinhoei
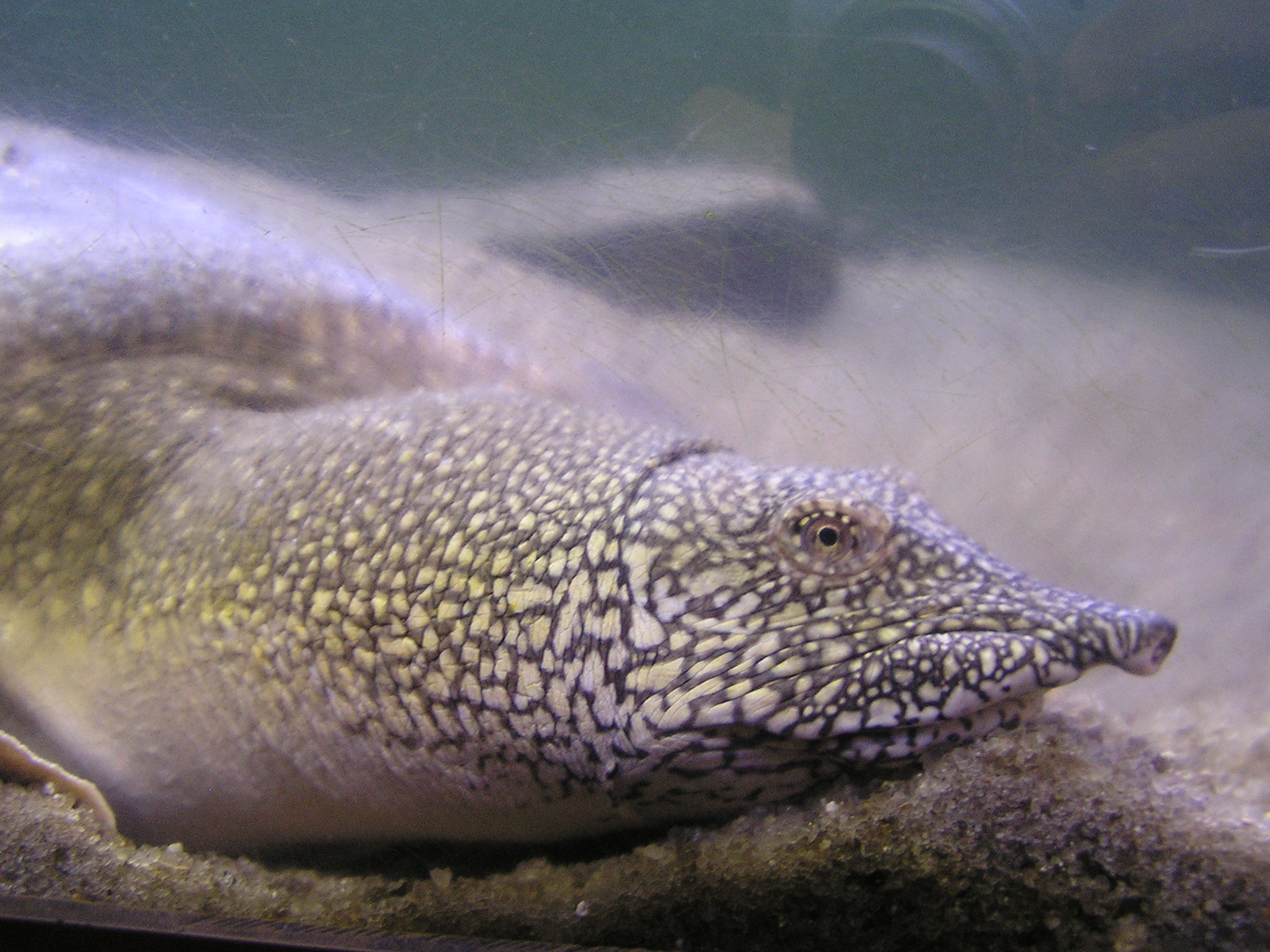
Trionyx triunguis